# Vladimír Labant
Vladimír Labant (Žilina, 8 giugno 1974) è un ex calciatore slovacco, di ruolo difensore.

## Carriera

### Club
Labant esordisce nella stagione 1992-1993 nello Žilina, società calcistica della sua città natale. Nelle stagioni seguenti gioca con Dukla Banská Bystrica, nuovamente con lo Žilina, poi con il Košice ritornando a Banská Bystrica nella stagione 1996-97. Nella stagione successiva viene acquistato dallo Slavia Praga e, nella stagione 1999-2000, viene acquistato dallo Sparta Praga. Nel 2001 viene acquistato dal West Ham, squadra di Premier League, per poco meno di 1 milione di sterline. Labant non riesce ad adattarsi al calcio inglese, calando nella condizione fisica durante la sua parentesi inglese. Ritorna a Praga dopo una stagione e mezza. Dopo un paio di esperienze austriache con Admira Wacker Mödling e Sportklub Rapid Wien conclude la sua carriera professionistica in patria, tra le file dello Spartak Trnava. Durante la sua carriera ha vinto 4 Gambrinus Liga e 2 Pohár ČMFS. Nel 1999 fu nominato calciatore slovacco dell'anno.

### Nazionale
Viene convocato 26 volte tra il 1999 e il 2004, totalizzando 2 reti.

## Palmarès

### Club
- Pohár ČMFS: 2

Slavia Praga: 1998-1999
Sparta Praga: 2003-2004
- Gambrinus Liga: 4

Sparta Praga: 1999-2000, 2000-2001, 2002-2003, 2004-2005

### Individuale
- Calciatore slovacco dell'anno: 1

1999